# 655 Briseis
655 Briseis је астероид главног астероидног појаса. Приближан пречник астероида је 30,79 ,
а средња удаљеност астероида од Сунца износи 2,989 астрономских јединица (АЈ).
Инклинација (нагиб) орбите у односу на раван еклиптике је 6,505 степени, а орбитални период износи 1888,428 дана (5,170 година). Ексцентрицитет орбите астероида износи 0,090.
Апсолутна магнитуда астероида износи 9,60 а геометријски албедо 0,269.
Астероид је откривен 4. новембра 1907. године.